# Yarbrough & Peoples

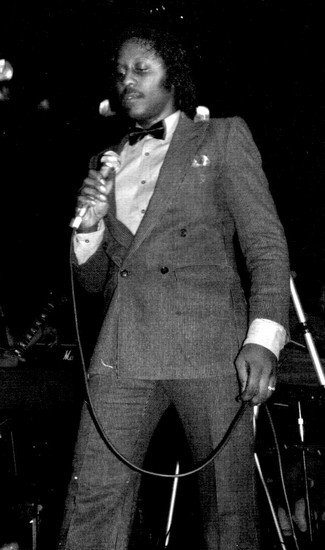
Cavin Yarbrough in 1983

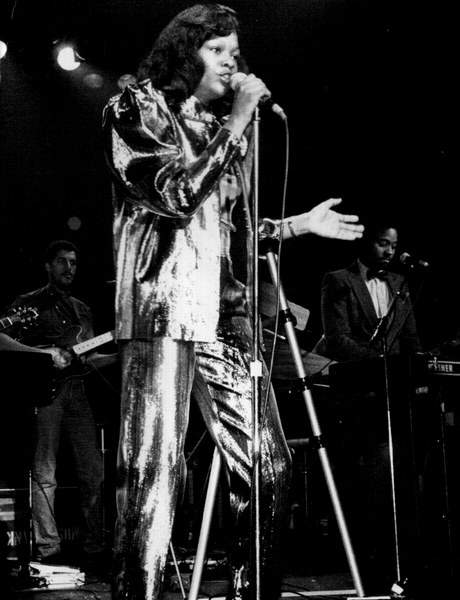
Alisa Peoples in 1983

Yarbrough & Peoples is een Amerikaans r&b-duo uit Dallas in Texas. Het meest bekend werden ze in 1981 met hun grote hit Don't Stop the Music.
Het duo bestond uit Cavin Yarbrough (22 januari 1954 - 19 juni 2025) en Alisa Peoples (29 juni 1957) en ze kenden elkaar al van kinds af aan toen ze gezamenlijk pianoles kregen. 
Lonnie Simmons bracht het duo in 1979 in Los Angeles voor het eerst als duo bij elkaar en sloot een contract af voor een eerste album. Op dit album stond het nummer "Don't Stop the Music", dat op single werd uitgebracht en in 1981 gelijk een grote hit werd. Het album werd goud en de single stond op nummer 7 in de UK Singles Chart maar stond ook hoog in de Nederlandse hitparade.   
Het duo bleef de volgende jaren succesvol en bracht onder meer de nummers Heartbeats (Alarmschijf), Don't Waste Your Time, Guilty en I Wouldn't Lie uit. Na 1986 is er weinig nieuw werk meer verschenen.
Op 18 januari 1987 trouwden Cavin en Alisa in Las Vegas (Nevada) en gingen terug van Los Angeles naar Dallas. In 2009 waren ze nog in de musical Blind Lemon Blues in een theater in New York te zien.
Het echtpaar leidde als muziekproducenten het bedrijf Yarbrough and Peoples Productions.

## NPO Radio 2 Top 2000
Van Yarbrough & Peoples stond alleen Don't Stop the Music in 2001 in de NPO Radio 2 Top 2000, op plek 1202.